# Marchinus van der Valk
Marchinus Hyminus Arnoldus Leonardus Hendrikus van der Valk (* 1910; † 5. Januar 1992) war ein niederländischer Altphilologe und Theologe.
Marchinus van der Valk war der Sohn eines protestantischen Theologen und absolvierte zunächst ein Studium der Klassischen Philologie an der Rijksuniversiteit te Leiden, das er 1935 mit der Promotion anhand einer Dissertation zur Nekyia der Odyssee Homers abschloss. Daraufhin absolvierte er ein Zweitstudium in Theologie. 1938 bewarb er sich erfolgreich auf eine Stelle als Landpfarrer in Wijngaarden (Zuid-Holland), 1945 wechselte er in die Gemeinde Weert (Provinz Limburg) und 1951 in das Dorf Rumpt (Gelderland). 1976 trat er in den Ruhestand. Seit 1987 war van der Valk in einem Altenheim untergebracht.
Van der Valk arbeitete vor allem zum archaischen Epos Homers (Ilias und Odyssee) und seiner Textkritik, aber etwa auch zur griechischen Tragödie (Euripides). Sein Lebenswerk ist die Edition des Kommentars zur Ilias durch Eustathios, den Erzbischof von Thessalonica.
Van der Valk bekleidete zeitlebens keine akademische Stellung im Bereich der Klassischen Philologie, wurde jedoch in seiner Arbeit am Eustathios-Kommentar durch die Nederlandse Organisatie voor Wetenschappelijk Onderzoek unterstützt.

## Schriften (Auswahl)
Edition des Eustathios–Kommentars
- Eustathii archepiscopi Thessalonicensis Commentarii ad Homeri Iliadem pertinentes ad fidem codicis Laurentiani. 4 Bde. E. J. Brill, Leiden I: 1971, II: 1976, II: 1979, IV: 1987. – Bd. V: Indices in Eustathii Commentarios ad Homeri Iliadem pertinentes ad fidem Codicis Laurentiani editos a M. Van Der Valk. J. M. Bremer et C. J. Ruijgh consiliantibus composuit Helena Maria Keizer. E. J. Brill, Leiden, New York, Köln 1995, (online).

Monographien
- Beiträge zur Nekyia. Proefschrift Rijksuniversiteit te Leiden. J. H. Kok, Kampen 1935.
- Textual Criticism of the Odyssey. A. W. Sijthoff, Leiden 1949.
- Researches on the Text and Scholia of the Iliad. 2 Bde. E. J. Brill, Leiden 1963–1964.
- Studies in Euripides. ‪A. M. Hakkert, Amsterdam 1985.

Aufsätze
- On Apollodori Bibliotheca. In: Revue des Études Grecques 71, 1958, S. 100–168, (online).
- The formulaic character of homeric poetry and the relation between the Iliad and the Odyssey. In: L'Antiquité Classique 35, 1966, S. 5–70, (online).